# Christian Daniel Rauch
Christian Daniel Rauch (Bad Arolsen, 2 gennaio 1777 – Dresda, 3 dicembre 1857) è stato uno scultore tedesco, allievo di Johann Gottfried Schadow. Appartenne alla scuola di scultura di Berlino della quale rinnovò lo stile.

## Biografia

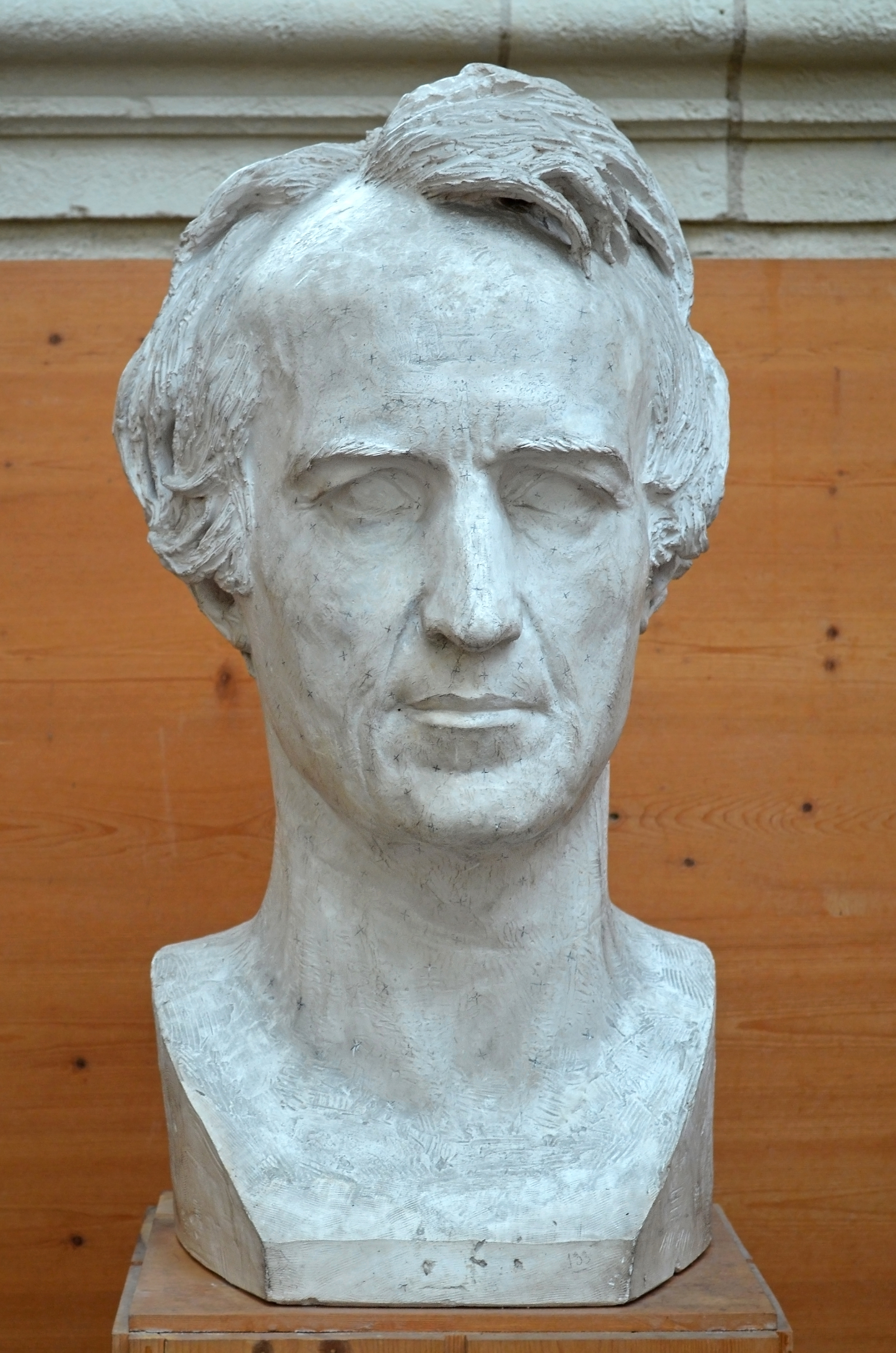
Busto di Christian Daniel Rauch dello scultore David d'Angers (1834), esposto nella galleria David d'Angers ad Angers.

Si trasferì da giovane a Berlino dove realizzò il monumento alla regina Luisa e quello di Federico II, suoi capolavori. Realizzò poi, nel corso della carriera, numerosi monumenti per diverse città della Germania, e fra questi: 
- il generale Blucher a Breslavia,
- il re Massimiliano a Monaco di Baviera,
- Albert Durer a Norimberga.
- Kant a Koenigsberg,
- i re di Polonia Miécislas e Boleslas, a Poznań,

Professore all'Accademia di Belle Arti di Berlino ne venne eletto membro nel 1811, dopo essere stato eletto membro associato dell'Institut de France. Ebbe fra i suoi allievi Albert Wolff.
Morì a Dresda.

## Opere esposte in musei
- Busto di Goethe (1820), bronzo, Musée de la vie romantique, Parigi, 2012
- Goethe en robe de chambre (1828), piatto, Musée de la vie romantique
- Lion d'Anrep, Manoir de Kerstenhof

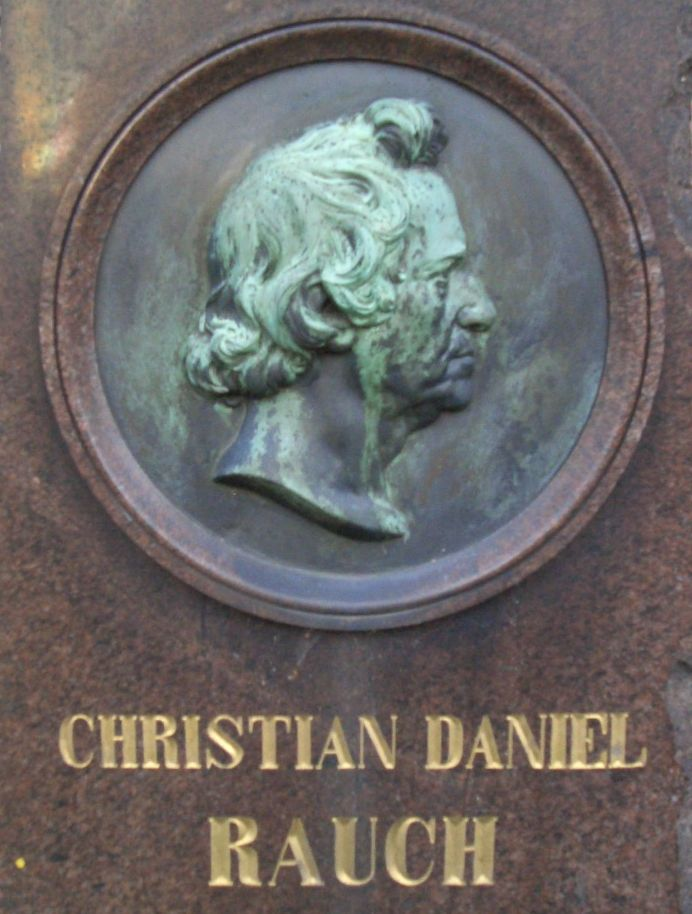
Profilo in un medahlione di Rauch sulla sua tomba al cimitero di Dorotheenstadt a Berlino, opera di Albert Wolff